# Alterazioni Video

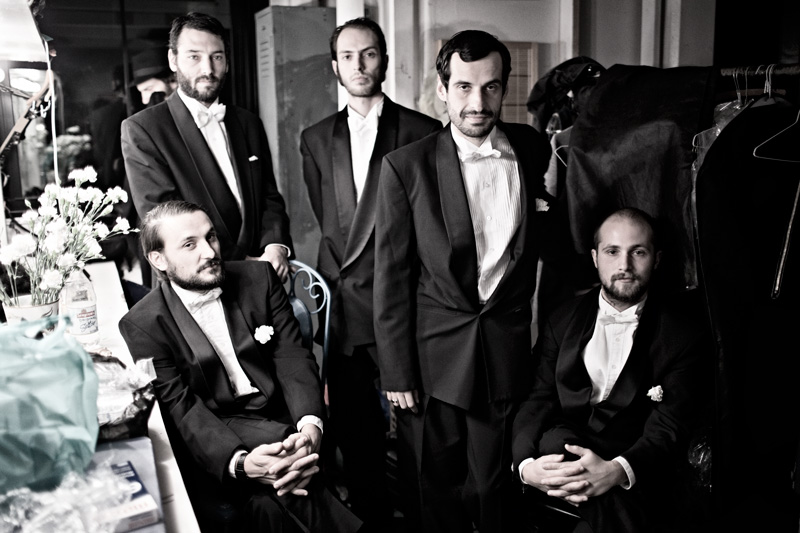
Alterazioni video,da sinistra a destra:: Alberto Caffarelli, Paololuca Babieri Marchi, Giacomo Porfiri, Andrea Masu, Matteo Erenbourg.

Alterazioni Video è un collettivo artistico fondato a Milano nel 2004 da: Paololuca Barbieri Marchi, Alberto Caffarelli, Matteo Erenbourg, Andrea Masu e Giacomo Porfiri.

## Storia
Dal 2004, Alterazioni Video ha partecipato a varie mostre internazionali: Disobedience (Künstlerhaus Bethanien, Berlino 2005), 52 Biennale di Venezia 2007, Remote Control (MoCA, Shanghai 2007, Manifesta 7 (Rovereto 2008), 12 Biennale di architettura di Venezia 2010, Freak Out (Greene Naftali Gallery, New York 2013). Tra le mostre personali: Chelsea Art Museum (New York, 2006), MAR museo d'Arte di Ravenna (Ravenna, 2010) e Careof (Milan, 2012).
In occasione della 52 Biennale di Venezia, curata da Rober Storr,  Il collettivo ha esibito "Painting"(16:9 video colour HD, 16' 33", 2007), un lavoro che documenta lo stratificarsi continuo di scritte e cancellazioni lungo le mura esterne del carcere di San Vittore a Milano.
Con il progetto Incompiuto (2006/ in progress), gli Alterazioni Video hanno catalogato più di 800 opere su tutto il territorio italiano, di cui 350 solo in Sicilia, dando l'avvio a un progetto ciclopico, sia per l'enorme quantità di siti presi in esame che per l'ultra decennale durata di questa operazione. La tesi che sta alla base del progetto consiste nella definizione di un nuovo stile architettonico italiano, che il collettivo chiama l’Incompiuto, derivato dalla considerazione  dell’intero sistema nazionale di opere incompiute come testimonianza materiale del contesto socio-culturale che le ha permesse, e che, permeando la quotidianità, propone la definizione di un nuovo stile architettonico. Il progetto dimostra come l’Incompiuto non sia solo un’etichetta ma un vero e proprio modello teorico, capace di riconoscere, individuare e anche in una certa misura prevedere  la configurazione di un’opera o un sistema di opere incompiute in essere o in procinto di divenire. Dall'osservazione e catalogazione delle opere incompiute parte l'indagine sui luoghi italiani che appartengono a una memoria collettiva, fin dagli anni Settanta e Ottanta fino ai giorni nostri. Dalla loro percezione come rovine incomprensibili, irritanti, deturpanti, scaturisce la domanda su come queste incompiute conferiscano al paesaggio una forma nuova, e, parallelamente, come possano diventare uno strumento per comprendere la storia recente dell'Italia. Alterazioni Video invita a guardare le opere incompiute come risorse per il territorio, per provare a scardinare l'assuefazione che la vista delle incompiute provoca irrimediabilmente nella cittadinanza. Convivere con i mostri è possibile, sembrano suggerire, l'alternativa al tritolo può essere uno sguardo nuovo, che sia però uno sguardo attento e creativo, capace di mutazioni.
Alterazioni Video hanno realizzato un Parco Archeologico dell'Incompiuto a Giarre, (Sicilia, 2010). Incompiuto Siciliano è diventato oggetto di studio nei politecnici e nelle università ed è stato argomento di molte pubblicazioni sui giornali e televisioni Italiane ed estere.

## Lavori
- 2012, Kadist Art Foundation, curato da Matteo Lucchetti, Parigi, Francia, 2012
- Lavazh Parti, for an Albania clean as my car, Tirana / Albania 2011
- Acapulco[7][8]  (MOSTRA CENSURATA), Critica in Arte, curata da Camilla Boemio, Mar Museo dell'Arte di Ravenna, Ravenna, 2010
- All my friends are dead, 21x21, 21 Artisti per il XXI secolo, Fonadazione Sandretto Re Rebaudengo, curata da Francesco Bonami, Torino, 2009
- Symphony nº1, Allegro ma non troppo un poco maestoso, curata da Barbara Casavecchia e Caroline Corbetta, Performa, New York, 2009,
- I WOULD PREFER NOT TO, a love story set on Google images, Prometeo Gallery, Milano 2009
- VELIKI CEVAPCIC (the big cevapcic), world record guiness for the biggest meat-ball in the earth, 23rd of September 2008, Ljubljana, Slovenia
- COPY_RIGHT_NO_COPY_RIGHT, flie sharing platform, Manifesta 7, curata da Adam Budak, Rovereto, 2008
- NIGHT TALK OF THE FORBIDDEN CITY,DDM Warehouse Gallery, Shanghai, Cina, 2007
- NO THINK, NO PLAN, NO SLEEP, U.S. Army Weapon, Tomorrow now, Fondazione Bevilacqua La Masa, Venezia, 2006
- WAITING FOR THE TSUNAMI web tv live show La creazione della Realtà, curata da Emanuela Gandini, artandgallery, Milano, 2005
- LEGAL SUPPORT fund raising Empowerment, curata da Marco Scotini, Museo d’Arte Contemporanea Villa Croce, Genova, 2004